# کیم سونگ چول
کیم سونگ چول (کره‌ای: 김성철؛ زادهٔ ۳۱ دسامبر ۱۹۹۱) بازیگر اهل کره جنوبی است. او ابتدا در تئاترهای موزیکال به موفقیت دست پیدا کرد پیش از اینکه در نخستین مجموعه تلویزیونی خود به نام دفترچه زندان (۲۰۱۷) ایفای نقش کند. او به خاطر بازی در نبرد جنگساری (۲۰۱۹) و تابستان دوست‌داشتنی ما (۲۰۲۲) شناخته می‌شود.

## فیلم‌شناسی

### فیلم
| سال  | عنوان                   | نقش            | توضیحات    | منابع       |
| ---- | ----------------------- | -------------- | ---------- | ----------- |
| ۲۰۱۴ | پیک نیک زمستانی         | سونگ جه        | فیلم کوتاه |             |
| ۲۰۱۷ | سکوت سگ‌ها               | هوانگ گوک یونگ | فیلم کوتاه | [ ۲ ]       |
| ۲۰۱۷ | آنارشیست از کلنی        | کوتو فومیو     |            |             |
| ۲۰۱۸ | برای مردن خیلی داغ است  | دو سوک         |            | [ ۳ ]       |
| ۲۰۱۹ | نبرد جنگساری            | کی ها ریون     |            | [ ۴ ]       |
| ۲۰۱۹ | کیم جی یونگ: متولد ۱۹۸۲ | کیم جی سوک     |            | [ ۵ ] [ ۶ ] |
| ۲۰۲۰ | سرچ اوت                 | جون هیوک       |            | [ ۷ ]       |
| ۲۰۲۲ | جغد شب                  | ولیعهد سوهیون  |            | [ ۸ ] [ ۹ ] |
| ن/م  | کامنت یونیت             |                |            | [ ۱۰ ]      |

### مجموعه تلویزیونی
| سال       | عنوان                 | نقش            | توضیحات                   | منابع         |
| --------- | --------------------- | -------------- | ------------------------- | ------------- |
| ۲۰۱۷      | دفترچه زندان          | کیم سونگ چول   |                           | [ ۱۱ ]        |
| ۲۰۱۸      | برای جنی              | پارک جونگ مین  |                           | [ ۱۲ ] [ ۱۳ ] |
| ۲۰۱۸      | بازیکن                | جی سونگ گو     | حضور افتخاری (قسمت ۱، ۲)  | [ ۱۴ ]        |
| ۲۰۱۹      | باد می‌وزد             | برایان جونگ    |                           | [ ۱۵ ]        |
| ۲۰۱۹      | سرگذشت آسدال          | ایپ‌سنگ         |                           | [ ۱۶ ]        |
| ۲۰۲۰      | پلی‌لیست بیمارستان     | نو جین هیونگ   | حضور افتخاری (قسمت ۲)     | [ ۱۷ ]        |
| ۲۰۲۰      | از برامس خوشت میاد؟   | هان هیون هو    |                           | [ ۱۸ ]        |
| ۲۰۲۰      | درامای ویژه کی‌بی‌اس    | لی دونگ شیک    | قسمت: «یک شب»             |               |
| ۲۰۲۱      | وینچنزو               | هوانگ مین سونگ | حضور افتخاری (قسمت ۸، ۲۰) | [ ۱۹ ]        |
| ۲۰۲۱      | پسران راکتی           | پارک جون یونگ  | حضور افتخاری (قسمت ۶)     | [ ۲۰ ]        |
| ۲۰۲۱–۲۰۲۲ | تابستان دوست‌داشتنی ما | کیم جی وونگ    |                           | [ ۲۱ ]        |

### مجموعه اینترنتی
| سال  | عنوان      | نقش           | توضیحات                          | منابع  |
| ---- | ---------- | ------------- | -------------------------------- | ------ |
| ۲۰۲۰ | خانه شیرین | جونگ یی میونگ | حضور افتخاری (فصل ۱؛ قسمت ۹، ۱۰) | [ ۲۲ ] |
| ن/م  | عازم جهنم  | جونگ جین سو   | فصل ۲                            | [ ۲۳ ] |

### برنامه تلویزیونی
| سال  | عنوان                   | شبکه   | نقش  | توضیحات | منابع  |
| ---- | ----------------------- | ------ | ---- | ------- | ------ |
| ۲۰۲۱ | دی‌آی‌ام‌اف میوزیکال استار | چنل ای | مجری |         | [ ۲۴ ] |